# 褚少孙
褚少孙（？—？），西汉元、成間博士，潁川（今河南省禹州市）人。修补部分散佚《史记》散文十余篇。唐朝政治家、書法家褚遂良為其後代。

## 事蹟
梁相褚大侄孫，早年寓居沛县，求学於漢儒王式。宣帝元康初年入仕爲郎，後遷侍郎。甘露年間為博士。《史记》自司马迁殁有十篇散失，元成之間，由褚少孙补缺。《史记》中有称“褚先生曰”者，皆少孙所补述，以有别於“太史公曰”。但一般認為所补文章文学性和艺术性远不如司马迁原作，“言辭鄙陋，非遷本意也”，不过仍具有一定史料价值，亦有部分內容其實相當生動，如《史記．滑稽列傳》中的西門豹、郭舍人。
其所補述，據裴駰引三國張晏：“遷沒之後，亡〈景紀〉、〈武紀〉、〈禮書〉、〈樂書〉、〈律書〉、〈漢興以來將相年表〉、〈日者列傳〉、〈三王世家〉、〈龜策列傳〉、〈傅靳蒯成列傳〉。”但具歷來學者研究，褚少孫所補恐怕不只十篇，且其中多有文辭典麗者，不得逕以鄙陋視之。

## 另見
- 河南褚氏世系圖